# Bauru
Bauru è un comune del Brasile nello Stato di San Paolo, parte della mesoregione di Bauru e della microregione omonima.

## Amministrazione

### Gemellaggi
- Tenri
- Sibiu[2]

## Galleria d'immagini

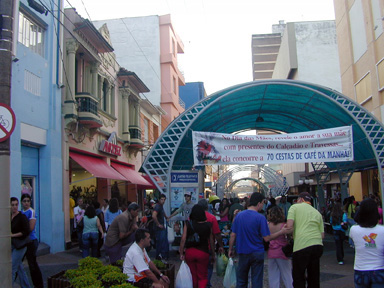
Rua Batista de Carvalho
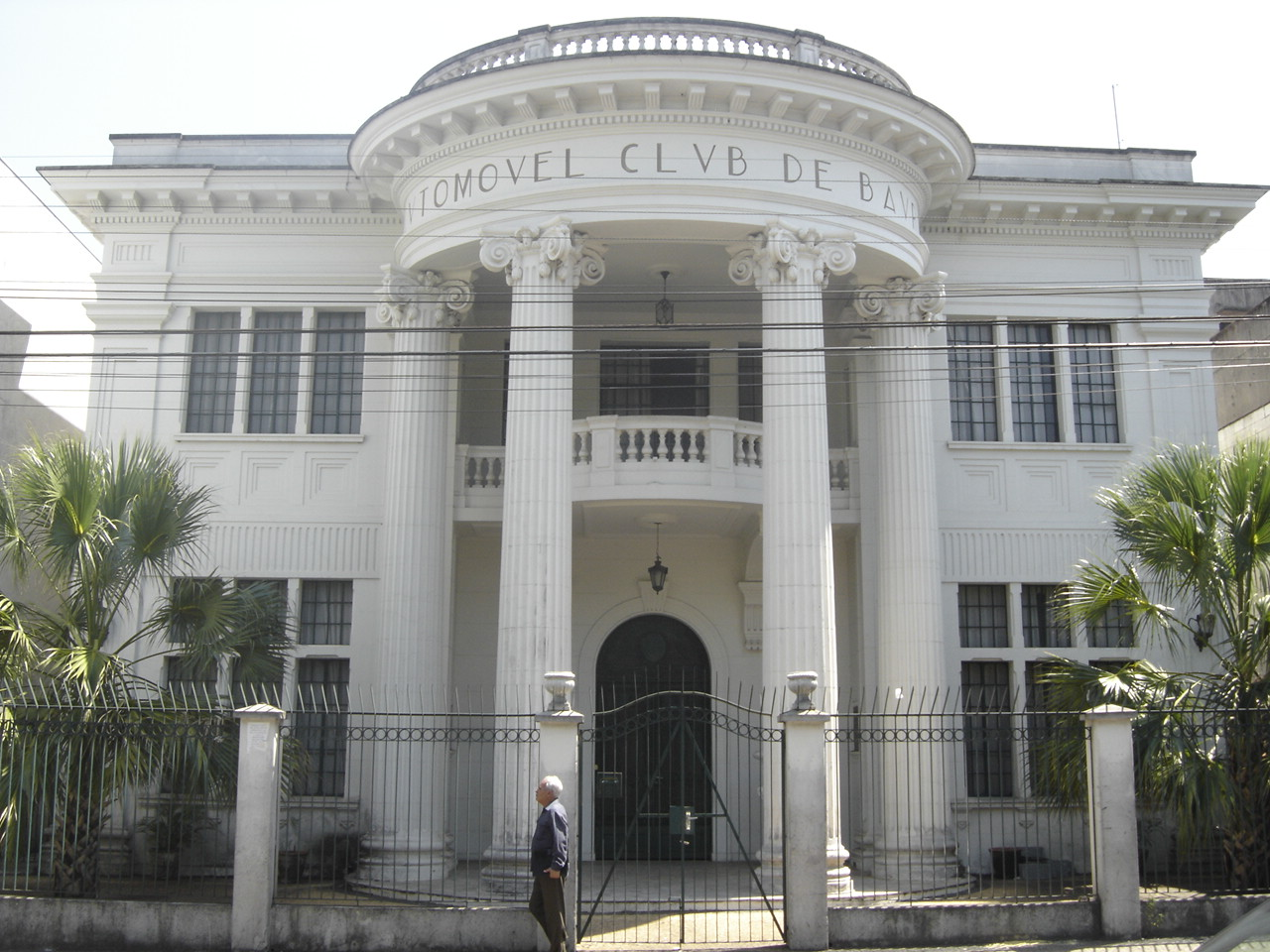
Automóvel Clube Bauru
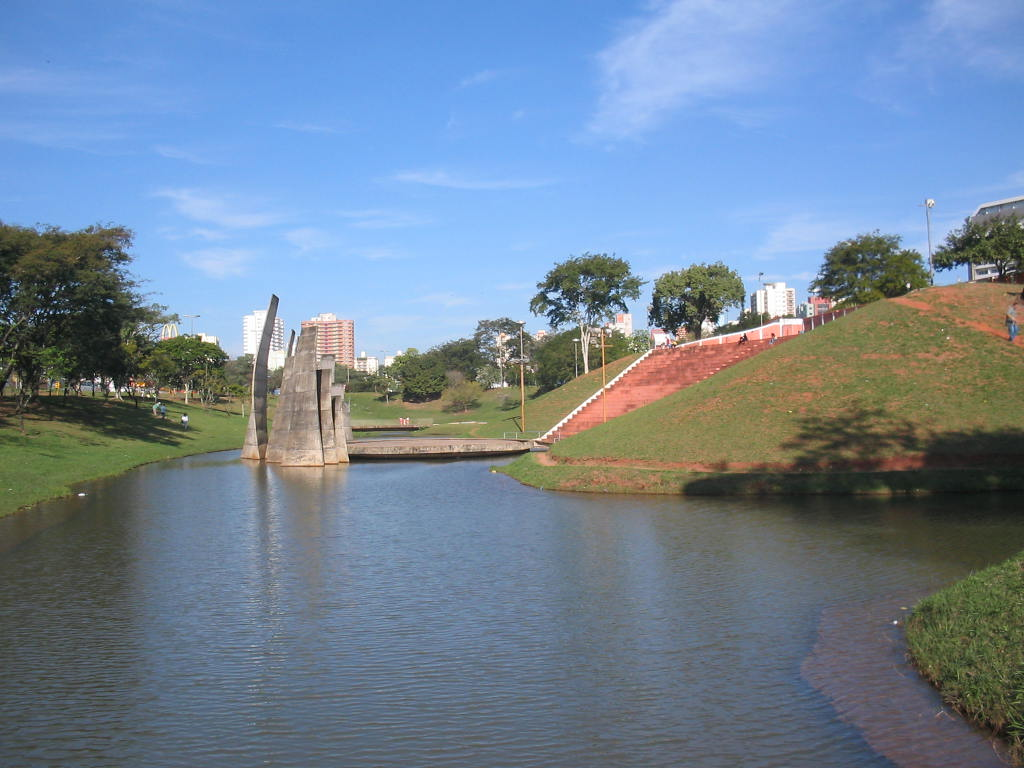
Parco Vitória Régia
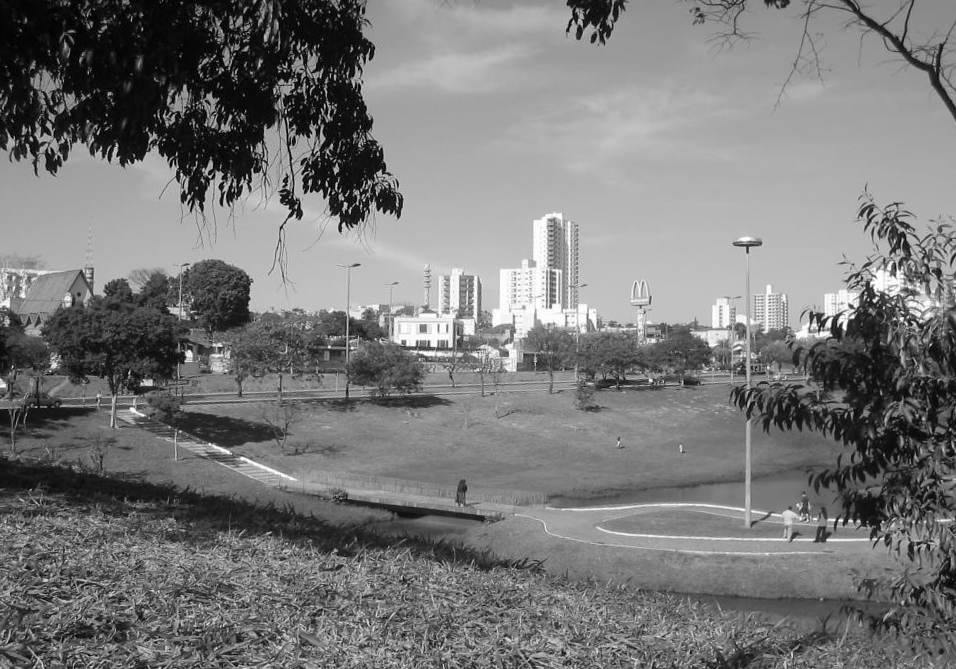
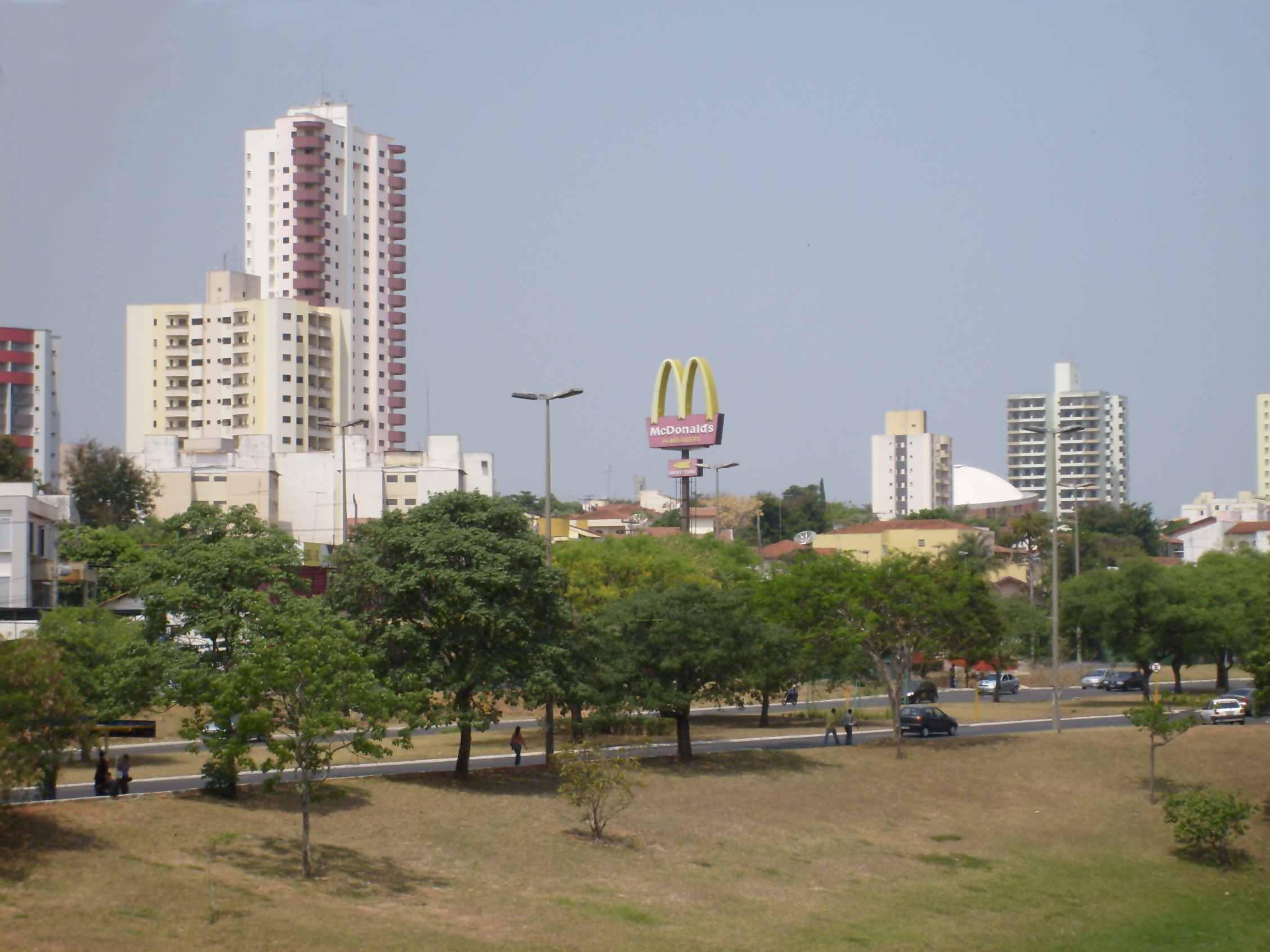
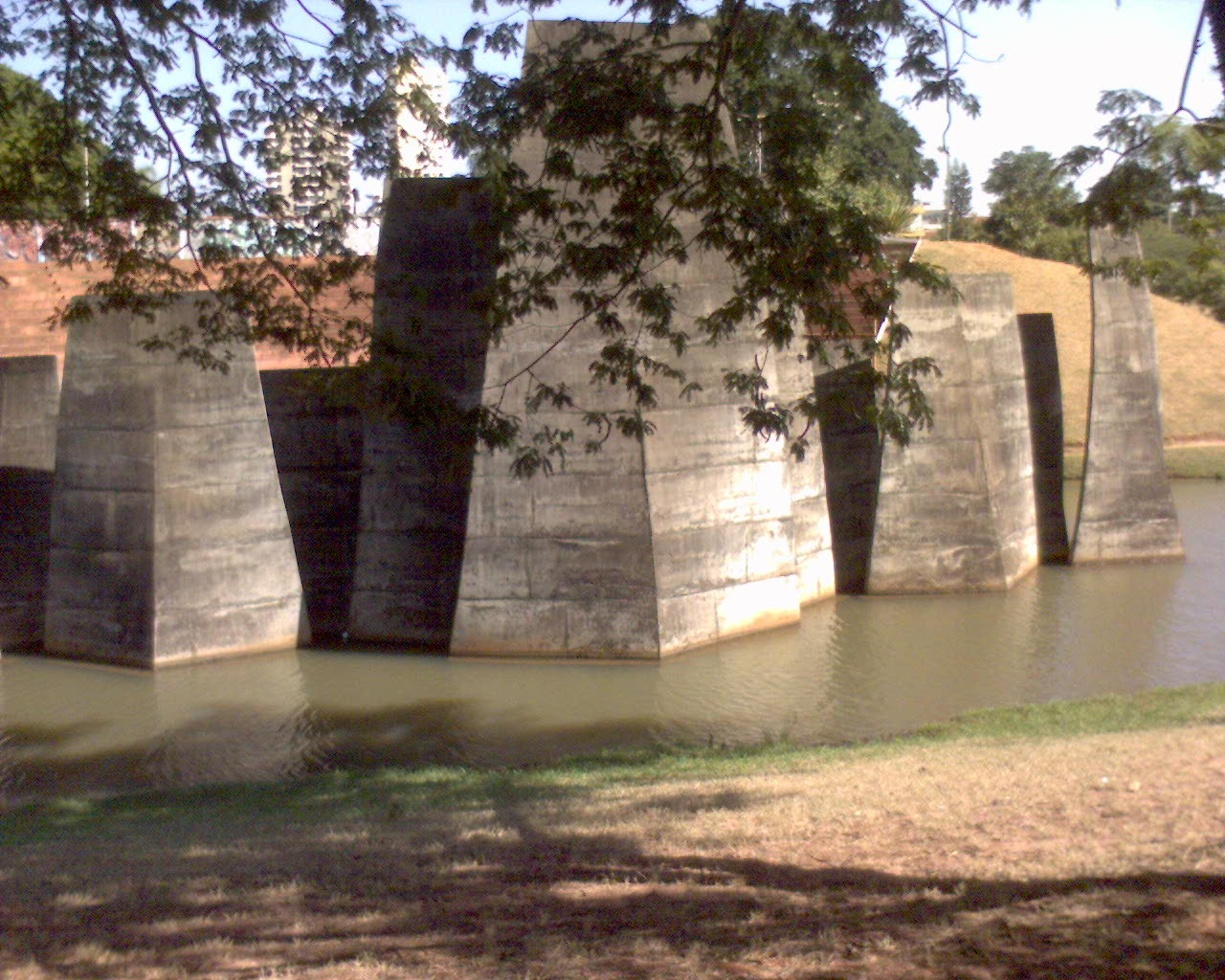
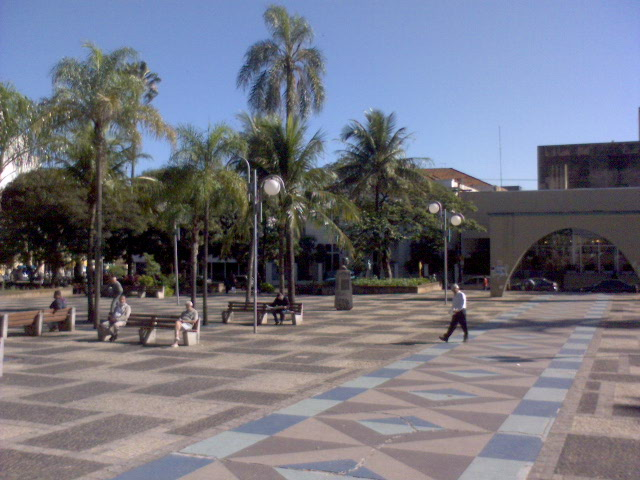
Piazza Rui Barbosa
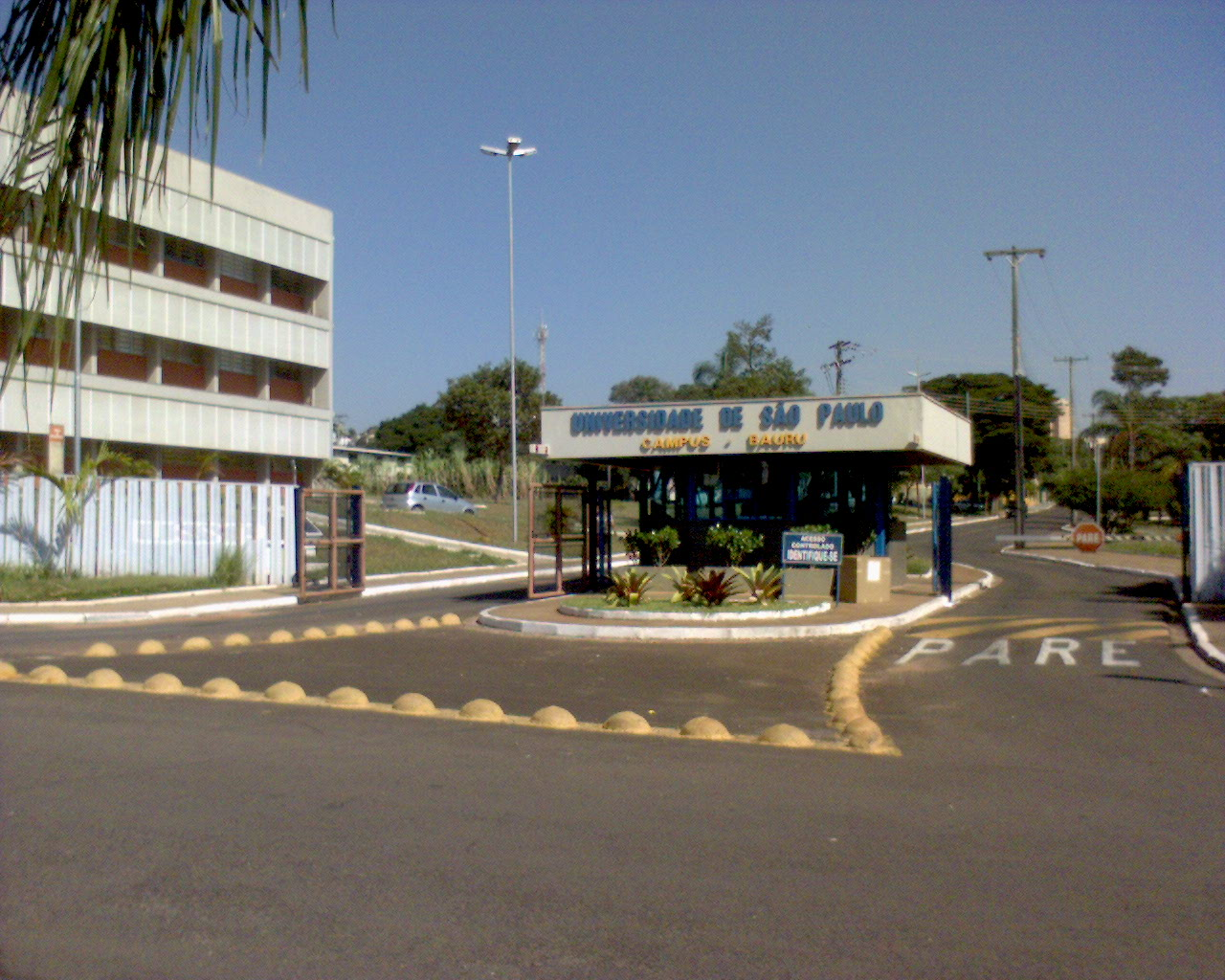
USP Bauru